# Underground hip hop
L'underground hip hop, detto anche underground rap o undie (talvolta indie hip hop o indie rap), è un termine generico che raccoglie tutti gli artisti hip hop fuori dai classici canoni commerciali. Le etichette hip hop indipendenti sono le principali fonti di supporto per gli artisti di questo genere ma molta parte è rappresentata da coloro che realizzano il proprio materiale grazie ad autoproduzioni o tramite proprie personali microetichette. Questo hip hop non commercializzato è spesso composto da artisti che alternano la musica ad altri elementi della cultura hip hop come il writing, il breaking, il freestyle ed il beatboxing.

## Stile
Generalmente gli artisti di tale genere hanno temi diversi rispetto al circuito commerciale, più legati a vicende personali ed a relazioni sociali, ma anche politica e filosofia di vita. Tuttavia l'underground hip hop ha il suo lato battagliero e fortemente provocatorio nei cosiddetti freestyle battle, ovvero gare di rime tra due MC, che nella sfida hanno l'obiettivo conquistare la simpatia del pubblico che è il giudice di ogni gara.
Per i motivi sopra detti, l'underground hip hop, pur puntando ad una varietà di suoni che pesca dal jazz al funk fino al Soul, non punta a costruire basi musicali solamente orecchiabili. Mentre per quanto riguarda i temi, convivendo due anime di cui una propriamente "underground" e l'altra maggiormente votata all'affermazione personale del rapper sugli altri rapper, oltre alle rime sopra dette, si possono trovare testi maggiormente crudi e violenti.

## Storia

### Gli anni '90
La nascita di questo movimento come genere vero e proprio trova un parallelo in quello nato a fine anni '80 come gangsta rap: se da un lato si sviluppava il genere violento di gruppi come gli N.W.A., dall'altra parte artisti come Del Tha Funkee Homosapien, Organized Konfusion e Common crearono un suono che più tardi venne categorizzato come "Underground". Nei primi anni '90 si ebbe la creazione di gruppi come Living Legends e Freestyle Fellowship, verso la metà del decennio etichette underground come 1995 Rhymesayers Entertainment, 1996 Stones Throw, 1997 Anticon e 1999 Def Jux. Nel 1996, fu organizzato il primo Scribble Jam, un festival hip hop che ha coltivato e lanciato diversi tra i migliori artisti di questo genere.
Se negli anni '90 si vide la formazione dell'underground hip hop, il 2000 segnò il vero e proprio interesse degli ascoltatori per questo fenomeno musicale, fino all'arrivo al grande pubblico di alcuni artisti come Aesop Rock, Sage Francis, El-P e Atmosphere che videro giungere i loro album nella Billboard 200. La Rhymesayers Entertainment riuscì a siglare un contratto di distribuzione con la Warner Music Group nel 2007 potendo così assicurare visibilità ad artisti come MURS, Abstract Rude e Grayskul. Tra la fine del decennio precedente e l'inizio del nuovo, ci fu così anche l'esplosione di interesse per artisti quali Oldominion, Cannibal Ox, MF DOOM, J Dilla, Lone Catalysts, Jean Grae, Typical Cats e Ill Bill, che assieme ad altri artisti poterono intraprendere tour promozionali e far conoscere i propri lavori.